# Maculonaclia obliqua
Maculonaclia obliqua là một loài bướm đêm thuộc phân họ Arctiinae, họ Erebidae.